# Chloridusa viridiaurea
Chloridusa viridiaurea là một loài nhện trong họ Salticidae.
Loài này thuộc chi Chloridusa. Chloridusa viridiaurea được Eugène Simon miêu tả năm 1902.